# Stefano di Perm'
Stefano di Perm' (1340 – Mosca, 26 aprile 1396) è stato un missionario e vescovo ortodosso russo.
Fu il missionario ortodosso ritenuto artefice della conversione dell'etnia Komi al Cristianesimo e della creazione del vescovado di Perm'. Stefano inoltre è considerato il padre-fondatore della tradizione letteraria della regione e l'inventore dell'alfabeto Abur. "L'Illuminatore" o "l'Apostolo di Perm", così come è anche conosciuto, è venerato come santo dalla Chiesa ortodossa russa, che lo ricorda il 26 aprile. Anche la Chiesa cattolica ne ha accolto il culto.

## Giovinezza e missioni di evangelizzazione
Probabilmente originario di Ustjug, Stefano era figlio di Simeon, un cantore del coro della cattedrale, e di Marija, moglie di quest'ultimo e appartenente all'etnia dei komi. Leggende posteriori alla sua prima agiografia, raccontano di come la sua nascita fosse stata profetizzata dal Procopio di Ustjug il quale, incontrando per la strada Marija ancora bambina, avrebbe detto alla genitrice che le stava accanto: "Questa è la madre di un grande santo!". Dopo aver compiuto gli studi nella propria città natale, Stefano prese i voti monastici a Rostov, al monastero di San Gregorio, dove imparò il greco ed iniziò la propria attività di copista. Tratto caratterizzante del carattere del santo fu la sua propensione allo studio: Epifanio il Saggio, autore della Vita, narra infatti che la scelta del cenobio fu dettata soprattutto dalla grande quantità di libri che lo stesso conteneva. Nel 1376 Stefano intraprese un viaggio a Mosca per ottenere l'autorizzazione e i necessari lasciapassare per intraprendere l'opera di evangelizzazione tra i Comi. Ottenuto il beneplacito del Metropolita e del Gran Principe Dimitri, Stefano si recò nella regione compresa tra i fiumi Vyčegda e Vym', dove si stabilì.
Invece di imporre la lingua latina o lo Slavo ecclesiastico alle popolazioni pagane, come invece erano soliti operare gli altri missionari, il santo imparò il loro linguaggio e le loro tradizioni, inventando, prendendo spunto da incisioni votive trovate sugli alberi della regione, una nuova scrittura e un nuovo alfabeto (poi chiamato Abur) atto alla trascrizione dei libri sacri in un linguaggio a loro comprensibile. Poiché la maggior parte dei pagani inizialmente continuava a venerare i propri idoli, non prestando ascolto alle parole del santo, Stefano, secondo la narrazione che ce ne fa Epifanio il Saggio, decise di porre in essere misure drastiche. Trovandosi la sua cella a poca distanza da una grande betulla, venerata dai locali, Stefano la abbatté nel cuore della notte. Il giorno dopo, ai locali che volevano ucciderlo, Stefano fece notare che il loro Dio non poteva essere così potente se aveva permesso a un uomo di abbatterlo. Colpiti dalle parole e dal gesto del santo, molti Comi iniziarono a convertirsi tanto che  Pimen, Metropolita di tutta la Rus', lo designò come vescovo di Perm'.

## La nomina a vescovo
L'opera di conversione aveva raggiunto buoni risultati quando a questa si frappose un sacerdote pagano locale, tale Pam, descritto da Epifanio come uomo dotto e istruito nel greco (evento molto raro all'epoca persino tra la popolazione russa) il quale cercò di contrastare l'opera di evangelizzazione di Stefano, ottenendo inizialmente un discreto successo. La sua predicazione, così come ci è stata tramandata dalla Vita del santo, è forse lacunosa a livello teologico, ma di sicura presa nella popolazione locale. In particolare Pam sosteneva la superiorità del culto pagano su quello cristiano basandosi su tre tesi:
1. I cristiani hanno un solo Dio, i pagani molte divinità;
2. La dottrina cristiana predica l'uguaglianza tra gli uomini, mentre quella pagana considera maggiormente "coloro che sono vincenti contro l'orso";
3. Solo gli Stregoni Comi erano in grado di sapere cosa stava succedendo all'interno della loro terra in ogni momento e luogo.

Stefano, secondo la sua agiografia, invece che richiedere l'intervento militare di Mosca per placare il movimento pagano che stava tornando a prendere piede nella regione, convinse i Comi tramite il miracolo del fuoco, sostenendo che Dio era così potente che avrebbe evitato qualsiasi tipo di bruciatura a chiunque avesse posto la propria mano all'interno di un fuoco. Pam, vistosi sconfitto ma ritenendo il precedente una magia pagana, rifiutò di sottoporsi alla prova e fuggì dalla regione.
La creazione del nuovo vescovado e la conversione delle popolazioni Comi furono interpretate dalla vicina Novgorod come una minaccia all'egemonia che questa aveva sulla regione della Vyčegda, le cui tribù erano costrette al versamento di tributi in suo favore. Nel 1385 l'Arcivescovo di Novgorod inviò l'esercito della città a distruggere i nuovi stanziamenti fondati da Stefano e dagli altri missionari, ma il nuovo vescovado, con l'aiuto della città di Ustjug, da poco caduta sotto il controllo del Granducato di Mosca, riuscì a resistere e sconfiggerlo. Nel 1386, Stefano visitò Novgorod, e la città riconobbe formalmente il suo titolo. Successivamente a tale avvenimento i tributi della regione furono convogliati verso Mosca, con notevoli ripercussioni sul futuro geo-politico del nord della Russia che, alla fine del XIV secolo, vedrà la futura capitale della Russia prevalere su Novgorod. Nel 1390, durante un viaggio a Mosca, conobbe Sergio di Radonež. Morì il 26 aprile 1396 a Mosca, dove era tornato un anno prima, e il suo corpo fu conservato nella Chiesa della Trasfigurazione del Cremlino, nonostante fosse sorto un contenzioso con i cittadini di Perm' che volevano indietro le spoglie del loro primo vescovo.
Lo storico Serge Zenkovskij sostenne che Stefano di Perm', insieme ad Epifanio il Saggio, a Sergio di Radonež e al grande pittore Andrej Rublëv fu la chiave di volta "del Rinascimento spirituale e culturale nella Russia di fine XIV e inizio XV secolo". Infatti la vita di Stefano contiene in sé l'espansione politica e religiosa della Russia moscovita avvenuta in quel periodo.

## Miracoli e leggende devozionali
Oltre al sopracitato miracolo "del fuoco" l'agiografia riguardante il santo contiene numerose leggende devozionali:
- Si racconta che Stefano, durante la propria attività di missionario, fosse stato sfidato da uno sciamano pagano che voleva dimostrare ai propri adepti la falsità della fede cristiana. I due avrebbero dovuto immergersi in un buco creato nella superficie ghiacciata di un fiume per poi riemergere in un altro foro, posto pochi metri più a valle. Chi tra lo stregone e il missionario fosse riuscito a sopravvivere avrebbe dimostrato agli occhi del popolo quale fosse la "vera" religione. Sennonché, quando lo sciamano capì che Stefano avrebbe realmente partecipato alla sfida, temendo di morire, decise di desistere.